# PicturesToExe
PicturesToExe (PTE) est un logiciel de diaporama développé par WnSoft, et disponible pour Microsoft Windows et Mac.

## Sortie
PicturesToExe 9.0 se présente sous deux versions : Essentials et Deluxe, plus complète. Lors du téléchargement, vous disposez des deux versions et il est possible de basculer de l'une à l'autre pour les tester avant d'acheter. 
Les plus :  
- Multipiste sons (mixage, volume, fondu réglables directement sur la ligne de temps)
- Insertion de vidéos avec possibilité de ralenti/accéléré
- Fonctions flou, modification de couleurs, dynamiques par points-clés
- Gestion de masques photo ou vidéo

Sorties sous formats : exécutable, MP4 (H.264), DVD, YouTube, iPhone, iPad, etc.